# أليس كوب
أليس كوب (بالإنجليزية: Alice Cobb)‏ هي دراجة بريطانية، ولدت في 31 يوليو 1995. شاركت في سباق الطريق للسيدات في بطولة العالم لسباق الدراجات على الطريق 2018.

## وصلات خارجية
- أليس كوب على موقع الاتحاد الدولي للدراجات (الإنجليزية)
- أليس كوب على موقع أرشيف الدراجات (الإنجليزية)
- أليس كوب على موقع إحصائيات الدراجات الإحترافية (الإنجليزية)